# Zveno
Zveno (Bulgaars: Звено; d.i. 'Schakel') was een Bulgaarse maatschappelijke beweging, opgericht in 1927 door ontevreden politici en militairen die zich tegen het toenmalige partijenstelsel keerden, daar zij de politici ervan verdachten het partijbelang boven het volksbelang te plaatsen. Nauw verbonden met de Militaire Liga pleegde Zveno in april 1934 een staatsgreep, waarna de zvenari kolonel Kimon Georgiev minister-president was. Werkelijke machthebbers waren echter kolonel Damjan Veltsjev (Zveno) en generaal Petar Ivanov Zlatev (Militaire Liga). Onder de nieuwe door de Zveno gedomineerde regering werden politieke partijen verboden en werd een eenheidsvakbond opgericht. De bevolking werd in diverse beroepsgroepen opgedeeld (corpora) en de regering voer een economische en politieke koers gebaseerd op het corporatisme.
Kolonel Veltsjev, een republikein, trachtte via een nieuwe grondwet de koninklijke macht van koning Boris III van Bulgarije drastisch te verminderen. Er ontstond nu een ruzie met de monarchistische leden binnen de Zveno en de Militaire Liga. Gebruikmakend van de chaos, benoemde koning Boris generaal Zlatev, een monarchist, tot minister-president. In de voorzomer werd het kabinet drastisch gewijzigd en kwam er een einde aan de invloed van Zveno.
Zveno bleef echter bestaan. In 1942 verbond de organisatie zich met de communisten (BKP), de radicalen, sociaaldemocraten, democraten en agrariërs (BANU) in een Vaderlands Front, als verzetsbeweging tegen de Duitsers en de pro-Duitse Bulgaarse regering. Door de toenemende invloed der communisten ging dit eerste Vaderlands Front snel ter ziele. In 1943 werd een nieuw Vaderlands Front opgericht. Dit tweede front, met dezelfde partijen, incl. de Zveno, werd wel een succes. Het waren de Zveno-leden binnen het Vaderlands Front die in september 1944 de pro-Duitse regering ten val brachten. De zvenari Kimon Georgiev, die ook in 1934-1935 premier was, werd opnieuw premier. De zvenari Damjan Veltsjev werd minister van Defensie. Verscheidene andere zvenari traden eveneens toe tot de regering. De communisten bezaten slechts twee ministerposten, maar wel de meest invloedrijke: binnenlandse zaken en justitie.
De communisten maakten een einde aan de brede coalitie binnen het Front, anno 1946 maakten alleen de BKP, BANU en de Zveno deel uit van het Front. De Zveno had veel invloed binnen het leger, maar de legerhervormingen van 1946 maakte deze ongedaan. Zowel Georgiev als Veltsjev traden in dat jaar af. In 1949 werd Zveno opgeheven. In november 1989, na de val van het communistische regime werd Zveno door oud-leden heropgericht en kwam onder leiding te staan van Ivan Dundarov. Na diens overlijden in 1990 zonk Zveno weg in de vergetelheid.
Zie ook: Dimo Kazasov

## Leider
| Afbeelding | Afbeelding | Persoon        | Periode                              | Aantekening |
| ---------- | ---------- | -------------- | ------------------------------------ | ----------- |
| 1.         |            | Kimon Georgiev | 18 september 1944 - 19 februari 1949 | ,           |

## Verkiezingsresultaten
| Jaar            | %     | Zetels   | Verschil |
| --------------- | ----- | -------- | -------- |
| 1945            | 16,2% | 45 / 276 | NIEUW    |
| 1946            | 1,68% | 8 / 465  | 37       |
| Bron: Uitslagen |       |          |          |